# Aarmassief
| Geologie van de Alpen |
| --- |
| Weisshorn |
| Tektonische indeling |
| Molassebekken |
| Helvetische Zone |
| Penninische Dekbladen |
| Austroalpiene Dekbladen |
| Zuidelijke Alpen |
| Geologische structuren |
| Aarmassief · Dent Blanche-nappe · Engadin-venster · Hohe Tauern-venster · Periadriatische lijn · Ivrea-zone · Lepontin dome · Rhône-Simplonlijn · Sesia-zone |
| Paleogeografische gebieden |
| Valais-oceaan |
| Briançonnais microcontinent |
| Piëmont-Liguriëbekken |
| Apulische of Adriatische plaat |
| Portaal Geologie |

Het Aarmassief of Aaremassief (Duits: Aarmassiv) is een geologisch terrein in de Zwitserse Alpen, dat een aantal (topografische) bergmassieven bevat.

## Naamgeving
Het massief dankt zijn naam aan de rivier Aare, die in het massief ontspringt.

## Geografische positie
Het Aarmassief dagzoomt in het oosten van de Berner Alpen en in het Gotthardmassief, grofweg van Leukerbad in het westen tot het Tödimassief in het oosten. Verder naar het oosten komt het alleen nog voor als kleine vensters, zoals het Vättner venster tussen Gigerwald en Vättis in Sankt Gallen en bij de Limmerensee in datzelfde kanton.

## Tektoniek en lithologie
Het Aarmassief wordt bij de autochtone Helvetische Zone ingedeeld. Met autochtoon wordt in de Alpen bedoeld dat materiaal afkomstig is van de Europese plaat. Het zijn gesteentes uit het Paleozoïsche Europese basement, gedeformeerd tijdens de Hercynische orogenese. De jongere sedimentaire gesteentes uit het Mesozoïcum zijn tijdens de vorming van de Alpen van dit basement afgeschoven. Andere plekken waar het Europese basement in de Helvetische Zone dagzoomt, zijn bijvoorbeeld het Mont Blancmassief of het Pelvouxmassief in de Franse Alpen.
De gesteentes die in het Aarmassief dagzomen zijn gneisen, schisten en amfibolieten. Ook komen Hercynische (Permische) graniet intrusies voor, de zogenaamde Aaregraniet. Bij de Alpiene orogenese in het Tertiair werden al deze gesteentes naar het noorden toe over Mesozoïsche sedimentaire gesteenten heengeschoven, zoals bij de Jungfrau en ten zuiden van de Eiger.